# Steve Wynn
Steve Wynn (født 21. februar 1960) er en amerikansk musiker. Steve Wynn blev født i Californien og spillede i forskellige college-bands inden han slog igennem med Dream Syndicate (1981-89). Siden har han været medlem af Gutterball (1993-95) og været frontfigur i mange bandkonstellationer. Herunder The Baseball Project, hvor han bl.a. spiller sammen med Peter Buck fra R.E.M. og senest med det gendannede Dream Syndicate.
Steve Wynn har givet talrige koncerter i Danmark. Først med Dream Syndicate på Roskilde Festivalen i 1986 og 1987, dernæst som solist, med Gutterball og med mange af sine bands. Seneste koncert var på Posten i Odense i oktober 2008, hvor han med The Dragon Bridge Orchestra optrådte for et lille men begejstret publikum. Denne koncert kan, i lighed med flere hundrede andre, findes på Steve Wynns hjemmeside, idet han opfordrer publikum til at optage koncerterne og siden dele optagelserne med andre fans.

## Diskografi

### Dream Syndicate
- The Dream Syndicate EP (1982)
- The Days of Wine and Roses (1982)
- Medicine Show (1984)
- This Is Not the New Dream Syndicate Album......Live! (1984)
- Out Of The Grey (1986)
- Ghost Stories (1988)
- Live at Raji's (1989)
- Tell Me When It's Over – The Best Of Dream Syndicate 1982-1988 (1992)
- 3 1/2; The Lost Tapes 1985-1988 (1993)
- The Day Before Wine and Roses (1995)
- Complete Live At Raji's (2004) 2CD
- How Did I Find Myself Here? (2017)
- These Times (2019)
- The Universe Inside (2020)

### Solo
- Kerosene Man (1990)
- Dazzling Display (1992)
- Fluorescent (1994)
- Melting in the Dark (1996)
- Sweetness and Light (1997)
- My Midnight (1999)
- Here Come the Miracles (2001)
- Crossing Dragon Bridge (2008)
- Solo! Electric vol. 1 (2015)

### Steve Wynn & The Miracle 3
- Static Transmission (2003)
- ...tick...tick...tick (2005 Europa, 2006 USA)
- Live Tick (2006)
- Northern Aggression (2010)

### Danny and Dusty
- The Lost Weekend (1985)
- Cast Iron Soul (2007)
- Here's to You Max Morlock (2007)

### Gutterball
- Gutterball (1993)
- Weasel (1995)
- Turnyor Hedinkov (1995)

### Smack Dab
- Smack Dab (2007)

### medAustralian Blonde
- Memento (2000)

### medThe Baseball Project
- Volume 1: Frozen Ropes and Dying Quails (2008)
- Broadside Ballads Arkiveret 11. juni 2010 hos  Wayback Machine = en ny sang som gratis download hver måned i baseballsæsonen (2010)
  - Marts: All Future and No Past
  - April: Cubs 2010
  - Maj: 30 Doc
  - Juni: Lima Time!
  - Juli: Phenom
  - August: (Do The) Triple Crown
  - September: DL Blues
  - Oktober: That's The Way It's Gonna Be

### medThe Dragon Bridge Orchestra
- Live In Brussels (2CD + DVD) (2009)

### Øvrige
- Take Your Flunky and Dangle (1994) – outtakes 1990-1994
- The Suitcase Sessions (1997) – sessions fra "Melting In The Dark" perioden
- Advertisements for Myself (1998) – limited edition compilation
- Pick Of The Litter (1999) – outtakes 1996-1999
- The Emusic Singles Collection (2001) – 12 internet singles udgivet hver måned i 2000.
- Riding Shotgun (2004) – limited edition compilation
- What I Did After My Band Broke Up / Visitation Rights (2005)

### Tribute
- From a Man of Mysteries: A Steve Wynn Tribute (2004)